# Francisco Carlos da Silva
Francisco Carlos da Silva (ur. 30 września 1955 w Tabatinga) – brazylijski duchowny katolicki, biskup Lins w latach 2015-2024, biskup Jaú od 2024.  
11 grudnia 1982 otrzymał święcenia kapłańskie i został inkardynowany do diecezji São Carlos. Pracował głównie jako duszpasterz parafialny (w latach 1984-2007 był proboszczem w Borboremie), był także m.in. koordynatorem duszpasterskim i wikariuszem biskupim dla regionu duszpasterskiego IV, wikariuszem generalnym diecezji oraz dyrektorem archiwum diecezjalnego.
19 września 2007 papież Benedykt XVI mianował go biskupem diecezji Ituiutaba. Sakry biskupiej udzielił mu 22 listopada 2007 arcybiskup Ribeirão Preto, Joviano de Lima Júnior.
30 września 2015 papież Franciszek mianował go ordynariuszem diecezji Lins.
26 czerwca 2024 ten sam papież mianował go ordynariuszem nowoutworzonej diecezji Jaú. 